# Чёрновское водохранилище
Чёрновское водохранилище — искусственный водоём, созданный на реке Чёрная Речка, находится в центральной части Самарской области.

## Гидрография
Водоём вытянут с юго-запада на северо-северо-восток и находится в 3 км от села Черноречье. Высокая проницаемость грунтов и выходы родников создают благоприятные условия для круглогодичного питания водохранилища. Пополнение его идёт также за счёт местного стока весенних вод. Ранее водоём пополнялся водой из реки Самары, которая поступала по трубопроводу, ныне эта система демонтирована и не работает.
Длина водохранилища 8,7 км; средняя ширина около 0,5 км, а ее наибольшее значение — 1,2 км. Длина плотины — 1,05 км. 
Площадь зеркала водохранилища при нормальном подпорном горизонте 4,55 км², объем водной массы 13,8 млн.м³.
Наибольшая глубина составляет 11,6 м, средняя — 3 м. Дно илистое, с примесью песка, мелкозёма и растительных остатков. 
Площадь водосбора 196 км².

## Хозяйственное значение
Водохранилище служит для орошения сельскохозяйственных угодий и близлежащих дачных массивов. Используется населением для купания и рыбной ловли. На левом берегу расположен Дом охотника и рыболова совхоза «Чёрновский», контролирующий его использование. В 1995 году в водохранилище было запущено 130 тысяч годовалых карпов. Кроме того, здесь распространены щуки, окуни, карпы, сазаны, плотва и уклея, которые привлекают к себе любителей рыбной ловли. На водохранилище постоянно проводятся рыболовные соревнования, в том числе и по фидерной ловле. 

## Экология
В 2010-х годах началось обмеление водохранилища. Над водоёмом нависла угроза экологического бедствия — к сентябрю 2020 года его длина сократилась и составила всего около 3 км. Главными причинами этого явилось отсутствие системы подкачки из реки Самары и нерегулируемый сброс воды из водохранилища «Самарамелиоводхозом».